# 1-ви награди Златен глобус
1-вите награди Златен глобус (на английски: 1st Golden Globe Awards), отличават най-добрите постижения в киното от 1943 г. Провеждат се на 20 януари 1944 г. в студиото на 20th Century Fox в Лос Анджелис, Калифорния. 

## Носители на Златен глобус
Златен глобус за най-добър филм - „Песента на Бернадет“
Златен глобус за най-добър актьор - Пол Лукас в „Рейнска стража“, като Курт Мюлер
Златен глобус за най-добра актриса - Дженифър Джоунс в „Песента на Бернадет“, като Бернадет
Златен глобус за най-добър актьор в поддържаща роля - Аким Тамиров в „За кого бие камбаната“, като Пабло
Златен глобус за най-добра актриса в поддържаща роля - Катина Паксино в „За кого бие камбаната“, като Пилар
Златен глобус за най-добър режисьор - Хенри Кинг за „Песента на Бернадет“

## Галерия
|                                      |
| „Песента на Бернадет“ най-добър филм |

|                            |
| Пол Лукас най-добър актьор |

|                                   |
| Дженифър Джоунс най-добра актриса |

|                                                 |
| Аким Тамиров най-добър актьор в поддържаща роля |

|                                                    |
| Катина Паксино най-добра актриса в поддържаща роля |

|                               |
| Хенри Кинг най-добър режисьор |